# Rottelsdorf
Rottelsdorf là một đô thị ở huyện Mansfeld-Südharz, bang Saxony-Anhalt, nước Đức. Đô thị Rottelsdorf có diện tích 7,98 km².